# Amanda Borden
Amanda Kathleen Borden (Cincinnati, 10 maggio 1977) è un'ex ginnasta statunitense.

## Palmarès

### Olimpiadi
- 1 medaglia:
  - 1 oro (Atlanta 1996 nel concorso a squadre)

### Mondiali
- 1 medaglia:
  - 1 argento (Dortmund 1994 nel concorso a squadre)

### Giochi panamericani
- 4 medaglie:
  - 2 ori (Mar del Plata 1995 nel concorso a squadre; Mar del Plata 1995 nella trave di equilibrio)
  - 2 argenti (Mar del Plata 1995 nell'All-around; Mar del Plata 1995 nel corpo libero)